# Eduard Čech
Eduard Čech (n. 29 iunie 1893 la Stračov, Boemia - d. 15 martie 1960 la Praga) a fost un matematician ceh.
Cercetările sale au vizat în special geometria diferențială și topologia.
A fost profesor și director al Institutului de Matematică al Universității din Praga.
De asemenea, a fost și membru al Academiei din Cehoslovacia.
În perioada 1921-1922 a colaborat cu matematicianul italian Guido Fubini la Torino.
Rezultatele cercetărilor sale au atins un plan mondial prin publicarea lucrării: Géométrie différentielle projective.
La studiul suprafețelor din spațiul proiectiv tridimensional a avut o contribuție esențială și Froim Marcus.
Čech a dat o nouă proprietate curbelor Țițeica de prima speță, arătând că acestea sunt singurele curbe ale căror coordonate normale sunt în același timp carteziene și reciproc.
Čech a contribuit la dezvoltarea ulterioară a programului de la Erlangen al lui Felix Klein, privind domeniul geometriei diferențiale.
Pentru matematicienii români Al Pantazi (1928) și Em. Arghiriade, lucrările lui Čech au constituit o deosebită preocupare.